# دهستان جاپلق غربی
جاپلق غربی، دهستانی است از توابع بخش جاپلق شهرستان ازنا در استان لرستان ایران.

## جمعیت
براساس سرشماری سال ۱۳۸۵ جمعیت آن ۴٬۲۱۵ نفر (۱٬۰۰۵ خانوار) بوده‌است.